# 배 드롭

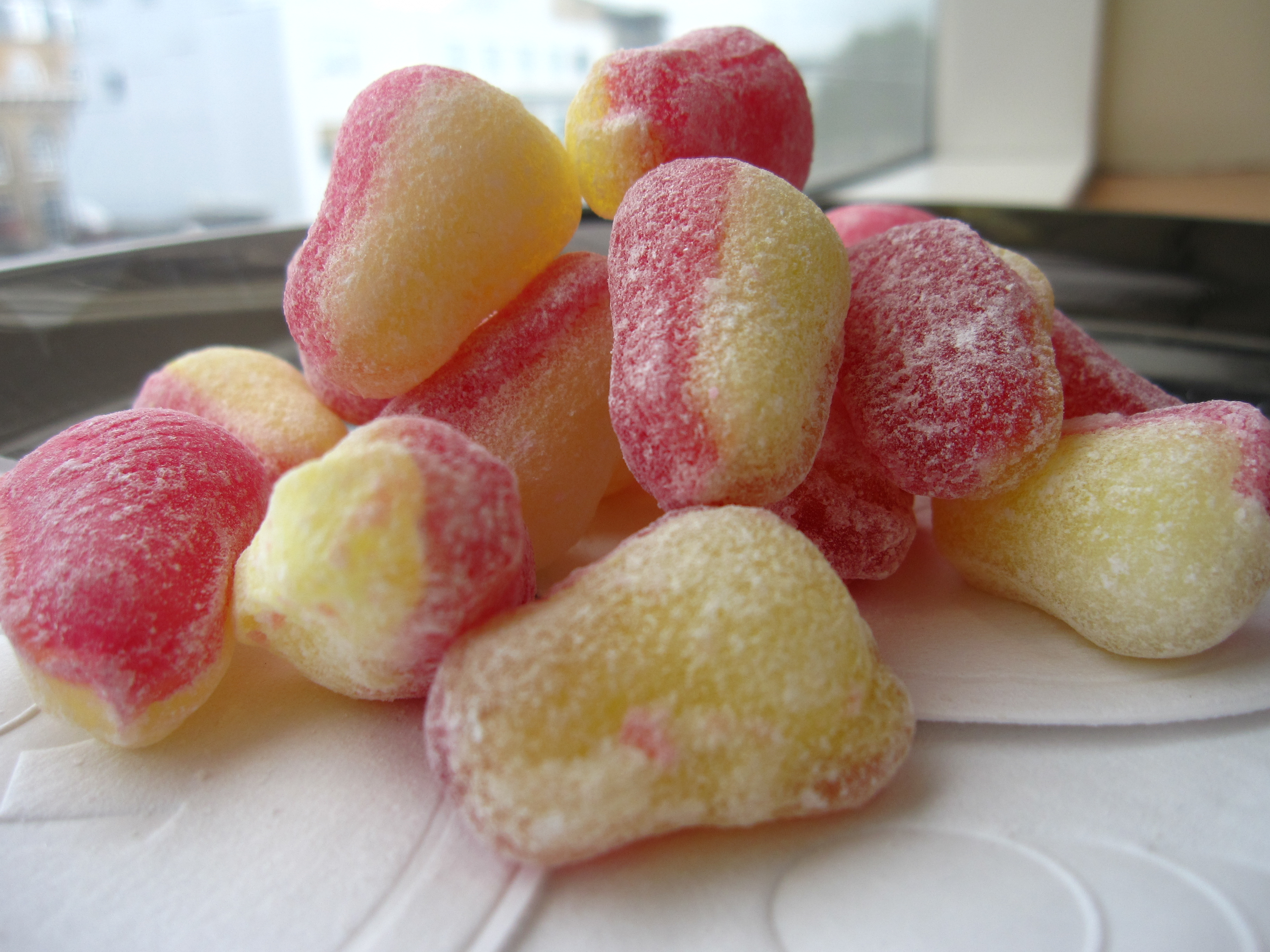
배 드롭

배 드롭(pear drop)은 설탕과 다양한 향미를 이용하여 만든 영국의 하드캔디이다. 고전적인 배 드롭은 엄지손톱 크기 정도의 배 모양의 드롭이다. 아이소아밀 아세테이트나 에틸 아세테이트 등의 인공향료로 배 드롭의 특징적인 맛을 낼 수 있다. 전자는 바나나 맛을, 후자는 배 맛을 낸다. 두 에스터는 다른 배나 바나나 맛의 달콤한 음식들에도 많이 사용된다. 배의 즙에서 추출한 자연 성분을 이용하기도 한다.